# Schmollerstraße 60 und 62 (Heilbronn)

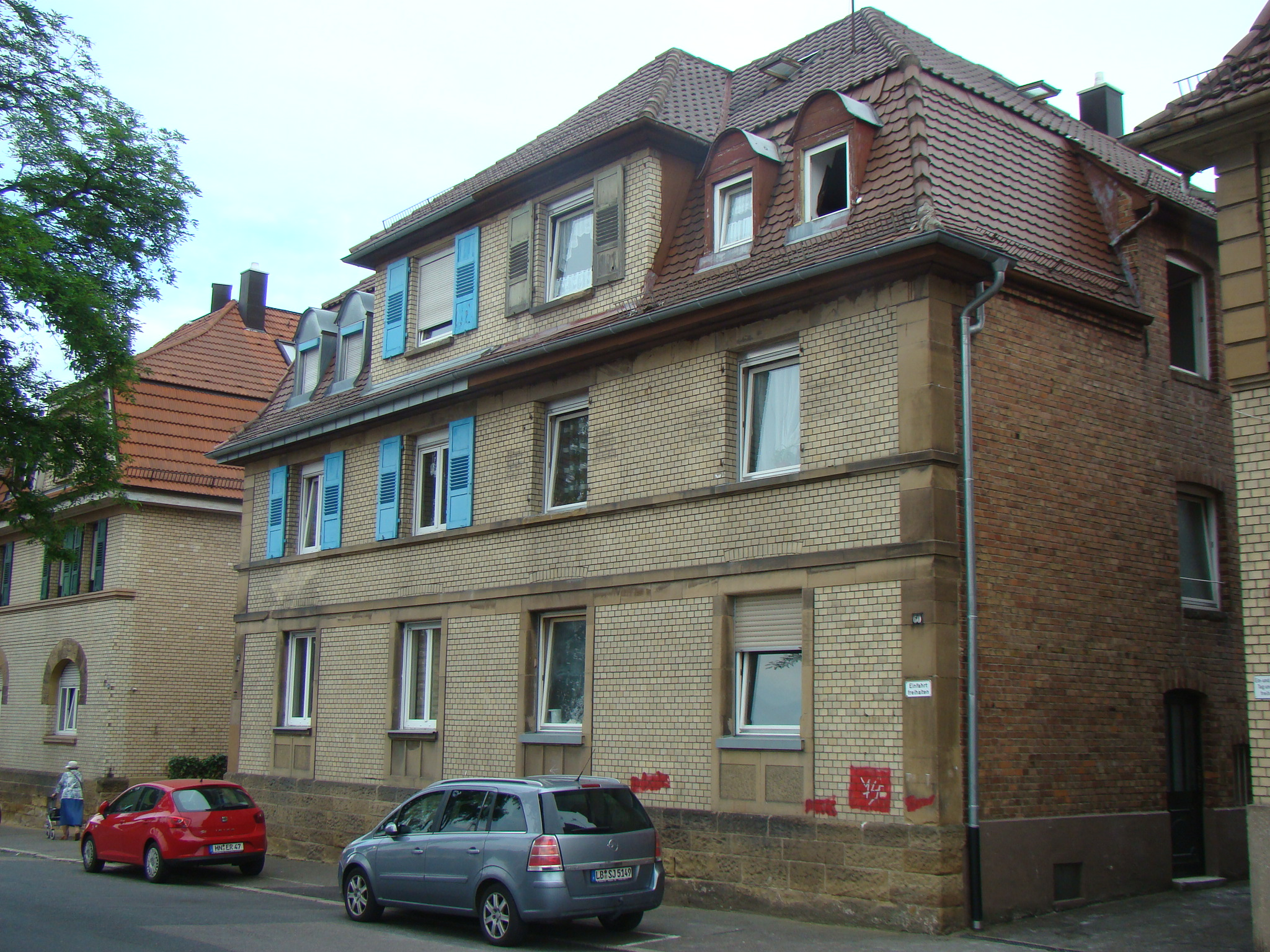
Schmollerstraße 60 und 62 in Heilbronn

Das Haus in der Schmollerstraße 60 und 62 in Heilbronn ist ein denkmalgeschütztes historisches Arbeiterwohnhaus beim ehemaligen Heilbronner Südbahnhof.

## Geschichte
Das Haus wurde wie die gesamte Häuserzeile der Nummern 56 bis 64 an der Schmollerstraße im Jahr 1913 durch den Bauunternehmer W. Schneider im Stil des Historismus in Sichtziegelbauweise errichtet. 
1950 gehörte Nr. 60 Karl Schumm aus Ilshofen. Nr. 62 gehörte der Witwe Wilhelmine Lörcher, im Erdgeschoss war der Woll- und Handarbeitsladen von Luise Hoffmann. 1961 gehörte Nr. 60 Richard Scheuerle, Nr. 62 war in den Besitz der Erben der Witwe Lörcher übergegangen.

## Beschreibung
Das zweigeschossige Gebäude besitzt ein Mansarddach mit mehreren Giebelgauben. Die beiden Gebäudehälften des Doppelhauses werden durch ein mittiges Zwerchhaus mit weit auskragenden Dachgesimsen optisch miteinander verbunden. Weitere Gestaltungsmerkmale sind horizontale Gesimsbänder und alternierende Brüstungsfelder der Fenster im Erdgeschoss.
Die Schmollerstraße verläuft nördlich des Doppelhauses. Im Osten grenzt das Grundstück Schmollerstraße 64 an, im Süden befindet sich das Doppelhaus Hohenstaufenstraße 4 und 6, im Westen Schmollerstraße 56 und 58.